# Artistry Music
Artistry Music (zuvor ARTizen Music Group) ist ein US-amerikanisches Smooth Jazz-Musiklabel, gegründet vom Jazztrompeter Rick Braun und vom Saxophonisten Richard Elliot.
Nebst Braun und Elliot stehen u. a. Paul „Shilts“ Weimar von der englischen Acid-Jazz-Band Down to the Bone (Band) und der Saxophonist Jackiem Joyner unter Vertrag. Im Juli 2006 erschien das Smooth Jazz-Tributealbum „To Grover, with Love“ des US-amerikanischen Produzenten, Komponisten und Keyboarder Jason Miles. Darin enthalten waren diverse Coverversionen von Smooth Jazz-Legenden wie Dave Koz, Russ Freeman, Gerald Albright, Peter White, Chuck Loeb, Joe Sample, und George Duke.
Im September 2008 wurde Artistry Music vom Musiklabel Mack Avenue Records übernommen.